# Diagrama electrónico

Diagrama de circuito de un contador TTL de 4 bits, un tipo de máquina de estado.

Un diagrama electrónico, también conocido como un esquema eléctrico o esquemático, es una representación pictórica de un circuito eléctrico. Muestra los diferentes componentes del circuito de manera simple y con pictogramas uniformes de acuerdo a normas, y las conexiones de alimentación y de señal entre los distintos dispositivos. El arreglo de los componentes e interconexiones en el esquema generalmente no corresponde a sus ubicaciones físicas en el dispositivo terminado.
A diferencia de un esquema de diagrama de bloques o disposición, un esquema de circuito muestra la conexión real mediante cables entre los dispositivos. (Aunque el esquema no tiene que corresponder necesariamente a lo que el circuito real aparenta) -- El tipo de dibujo que sí representa al circuito real se llama negativo (o positivo) de la tablilla de circuito impreso. 
Es muy importante manejar los esquemáticos usando un número de revisión secuencial y el formato hoja X de N al numerar las hojas (ejemplo: hoja 1 de 3, 2 de 3, etc.) para evitar confusiones o problemas.

## Leyendas

Símbolos de circuitos comunes en diagramas.

En un esquemático, los componentes se identifican mediante un descriptor o referencia que se imprime en la lista de partes. Por ejemplo, C1 es el primer condensador, L1 es el primer inductor, Q1 es el primer transistor, y R1 es el primer resistor o resistencia. A menudo el valor del componente se pone en el esquemático al lado del símbolo de la parte, pero más detalles adicionales (ocultos) se pudieran enviar e imprimir en la lista de partes. Las leyendas (como referencia y valor) no deben ser cruzadas o invadidas por cables o alambres ya que esto hace que no se entiendan.

## Símbolos

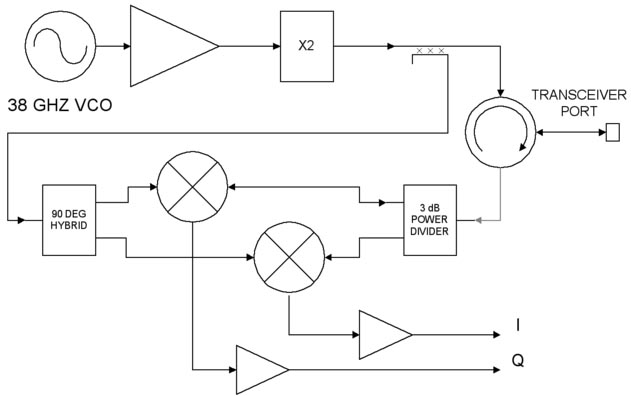
Diagrama de un circuito analógico.

Los estándares o normas en los esquemáticos varían de un país a otro y han cambiado con el tiempo. El símbolo para un resistor (o resistencia) mostrado aquí data de los días en los que se hacían de un alambre largo envuelto en tal manera que no produjera inductancia parásita (arrollado sí la produciría). Estos resistores de hilo de alambre ahora se utilizan sólo en aplicaciones de alta potencia, y los resistores más pequeños se moldean usando carbón compuesto (una mezcla de carbón y masilla) o fabricados como un cilindro aislante (o pastilla) revestido con una película de metal. Para ilustrarlos, los esquemas europeos de circuitos han reemplazado el símbolo en zigzag por un rectángulo sencillo, a veces con el valor en ohmios escrito dentro. Un símbolo menos común es simplemente una serie de picos a un lado de la línea que representa al conductor, en lugar de hacia atrás y adelante como se muestra aquí. Otros símbolos, como el de la lámpara, también han tenido muchas variaciones con el transcurso de los años. Es incorrecto que los cables o alambres crucen (o invadan) por encima del cuerpo de los símbolos.

## Cables y conexiones
Las uniones entre cables solían ser cruces sencillos de líneas (ver 1); un alambre aislado y "cruzando sobre otro" sin hacer conexión en el pasado se hacía haciendo un semicírculo pequeño sobre la otra línea (ver 2). Con la llegada del diseño computarizado, una conexión de dos alambres que se unen fue mostrada por un cruce con un punto o la "burbuja" (3), y un paso sin conexión de alambres aislados se representó por un cruce sencillo sin un punto(4). Sin embargo, había un peligro de confundir estas dos representaciones (3 y 4) si el punto es dibujado demasiado pequeño u omitido. La práctica moderna deberá evitar utilizar el símbolo "paso con punto"(3), y para dibujar los alambres que conectan debe usar dos puntos en vez de uno (use de preferencia 5b) y para un paso sin conexión de alambres aislados se sigue representando como (4) o (6)por un cruce sencillo sin un punto.